# Noailhac (Aveyron)
Noailhac é uma ex-comuna francesa na região administrativa de Occitânia, no departamento de Aveyron. Estendeu-se por uma área de 15,96 km². Em 2010 a comuna tinha 174 habitantes (densidade: 10,9 hab./km²).
Em 1 de janeiro de 2016 foi fundida com as comunas de Conques, Grand-Vabre e Saint-Cyprien-sur-Dourdou para a criação da nova comuna de Conques-en-Rouergue.